# Ctiloceras variciferum
Ctiloceras variciferum is een slakkensoort uit de familie van de Caecidae. De wetenschappelijke naam van de soort is voor het eerst geldig gepubliceerd in 1957 door Iredale & Laseron.